# 自信
自信（英語：Self-confidence；德語：Selbstbewusstsein）是一個用語，用於多個專業學科，如哲學、社會學、心理學或史學。有屬於個人對其自身的信心，也有屬於群體的集體自信。
被理解為由當下內在思維過程（自我意識）所產生的自我肯定、專注、在某事物上、不畏懼他者的存在，相信自己的能力措有餘的一種信念。
在個體上也可以是過往經驗的累積，不需再經過任何思考自然而然產生出來的信心。在於個體認知上，只會有「自信」不會出現「自大」這些含有貶義的詞彙。
只有在客體（他者）的價值判斷下，才會出現其他褒貶的語意的問題。被動歸因（德語：passive Zuschreibung），即群體成員以不同方式思考的原因，導致對自己的人格等的認識和定義，並有助於自我概念的發展。
自信的概念與自尊（心）密切相關，但指涉內容不同。